# Anghelești (okręg Vrancea)
Anghelești – wieś w Rumunii, w okręgu Vrancea, w gminie Ruginești. W 2011 roku liczyła 976
mieszkańców